# Шарлотта Ауербах
Шарлотта Ауербах (Charlotte Auerbach; 14 травня 1899 — 17 березня 1994) — британська дослідниця з генетики німецько-єврейського походження, член Лондонського королівського товариства, відкрила одночасно з Йосипом Рапопортом хімічний мутагенез.

## Життєпис

### Освіта, ранні роки
Шарлотта Ауербах походила з родини німецьких вчених у двох поколіннях. Батько, Фрідріх Ауербах, був хіміком, її дядько — фізик, та її дідусь Леопольд Авербах — анатом. Вищу освіту отримала у Вюрцбурзькому, Фрайбурзькому і Берлінському університетах. Вона вчилася і перебувала під впливом Карла Хайдера і Макса Гартмана в Берлінському, пізніше Ганса Кніпа у Вюрцбурзькому університеті. Після відмінно зданих іспитів з курсів біології, хімії та фізики вона вирішила стати викладачем природознавства в приватних середніх школах і в 1924 році з відзнакою витримала відповідний іспит.
У 1924—1925 роках Шарлотта Ауербах викладала в школі в Гайдельберзі і потім деякий час у школі при Франкфуртському університеті, з якої вона була звільнена, ймовірно, тому що була єврейкою. У 1928 році вона вступила до аспірантури Біологічного інституту кайзера Вільгельма (Берлін-Далем) з фізіології розвитку до професора Отто Мангольда. Але у 1929 році вона припинила роботу над дисертацією у Мангольда. Ауербах визнала неприємною і диктаторською його манеру спілкування з аспірантами. У відповідь на її пропозицію змінити напрямок її власного дослідження він відповів: «Ви моя учениця і робіть так, як я скажу. А то, що ви думаєте, не має ніякого значення!». Пізніше він вступив до нацистської партії. Після звільнення з аспірантури Шарлотта Ауербах знову викладала біологію в декількох школах в Берліні, поки нацистським урядом не був прийнятий закон, що забороняє євреям викладання в школах.

### Дослідження в Единбурзі
За порадою матері в 1933 році вона залишила Німеччину і переїхала до Шотландії в Единбург. Там у 1935 році вона отримала докторський ступінь в Інституті генетики тварин при Единбурзькому університеті і залишалася пов'язаною з цим інститутом протягом усієї своєї наукової кар'єри. Спочатку вона працювала асистенткою інструктора з генетики тварин, в 1947 році вона стала викладачкою, а в 1967 році професоркою генетики і в 1969 році почесною професоркою (Professor emeritus).
Дисертація Шарлотти Ауербах досліджувала розвиток лапок у Drosophila. Після захисту дисертації вона стала особистою асистенткою директора інституту Френсіса Кру (Francis Crew), який познайомив її з активною групою дослідників, до якої вона була прийнята. Кру запрошував до Едінбурга багатьох відомих фахівців, включаючи Джуліан Хакслі, Джона Б. С. Голдейна, що особливо важливо для Шарлотти, Германа Джозефа Мюллера.
Герман Мюллер, знаменитий генетик і дослідник мутагенезу, працював в Единбурзі в 1938—1940 роках і познайомив Ауербах з підходами до проблеми, яка його цікавила. Спочатку, коли Кру запропонував їй працювати з Мюллером, Шарлотта Ауербах відмовилася. Однак Мюллер, який був присутній при розмові, в якому Шарлотта перечила своєму начальнику, запевнив її, що він хотів би працювати тільки з тими людьми, які самі зацікавлені в його дослідженнях. Але оскільки Шарлотта цікавиться тим, як працюють гени, пояснив Мюллер, щоб зрозуміти це, було б важливо розібратися з тим, що відбувається, якщо гени мутують. Це Шарлотту переконало. Пізніше вона згадувала: «Його ентузіазм у дослідженнях мутацій був настільки заразливим, що я з того самого дня повністю переключилася на їх вивчення. Я ніколи про це не пошкодувала».

### Основні досягнення
Популярність прийшла до Шарлотти Ауербах після 1942 року, коли вона виявила разом з А. Дж. Кларком і Дж. М. Робсон, що іприт та іпритоподібні сполуки здатні підвищувати частоту мутацій у дрозофіли, і хімічний вплив викликає появу повних і мозаїчних мутантів через ряд поколінь. Вона вивчала причини такої мозаїчності, передмутаційні потенційні зміни в хромосомах, вплив фізичних і хімічних факторів на механізм мутацій. Шарлотта Ауербах відкрила (одночасно з Йосипом Рапопортом у 1946 році) мутагенну дію багатьох хімічних речовин. Висунула ряд гіпотез про дії мутагенів і про причини мутагенної специфічності. Вона опублікувала 91 наукову роботу.

### Інші інтереси
Крім своєї наукової роботи, Шарлотта Ауербах брала участь у численних музичних заходах. Вона підтримала Кампанію за ядерне роззброєння, була затятим противником апартеїду. В 1947 році вона опублікувала книгу казок під назвою Adventures with Розалінда під псевдонімом Шарлотта Остін (Charlotte Austen).

### Відсутність родини
Шарлотта була єдиною дитиною у батьків. У 1933 році, у віці 34 років, вона втекла в Шотландії через антисемітизм. Вона так ніколи і не вийшла заміж. Також у неї не було власних дітей. Тим не менш, дітей вона дуже любила, і якось зізналася друзям, що вона пожертвувала б наукою заради власної сім'ї. Неофіційно вона всиновила двох хлопчиків. Перший, Майкл Ейверн (Michael Avern), був сином німецькомовної компаньйонки її літньої матері. Вона допомогла виховати Майкла і пізніше залишила йому свій будинок в Единбурзі. Інший, Анджело Алеччі (Angelo Alecci), походив з бідної сицилійської сім'ї, і Фонд «Save the Children» поєднав Шарлотту з ним. Крім того, вона піклувалася про його літню матір. У 1989 році, у віці 90 років, вона передала свій будинок в Единбурзі Майклу і переїхала до «Будинку Еббіфілд» (Abbeyfield) на Грендж Лоан (Grange Loan) в Единбурзі, який перебував у віданні церкви. Вона померла там через п'ять років у 1994 році.
Крім її видатного внеску до науки, Шарлотта Ауербах була надзвичайною людиною в багатьох інших відносинах. Люди з її оточення пам'ятають її широкі інтереси, незалежність, скромність і кришталеву чесність. Вона завжди відчувала, що щось втрачено в її житті, відчувала, що іншими людьми з сім'ями, подібно до її двоюрідної сестри, прожите життя куди багатше, ніж її. У листі до неї вона цитує Едуарда Мерікея «Wolltest mit Freuden mich nicht ueberschuetten, und wolltest mit Leiden mich nicht ueberschuetten» — (Ви не хочете вилити на мене радість — і ви не хочете вилити на мене страждання). Вона писала, що їй не вистачає почуття, що вона найрідніша людина хоч для когось.

## Нагороди, почесні звання та відзнаки
- 1947 — премія Кейса (Keith) Единбурзького королівського товариства
- 1949 — член Единбурзького королівського товариства
- 1957 — член Лондонського королівського суспільства[11]
- 1968 — іноземна член Датської академії наук,
- 1970 — іноземна член Національної академії наук США[12]
- 1975 — почесна ступінь Лейденського університету
- 1977 — медаль Дарвіна Королівського товариства
- Почесна ступінь Трініті-коледжу, Дублін
- Почесна ступінь Кембриджського університету
- 1982 — Prix de d Institut de la Vie (Fond, Electricité de France)
- 1984 — премія Грегора Менделя Німецького генетичного суспільства
- 1984 — почесна вчена ступінь Університету Індіани, США

Однак найважливішою нагородою для неї була телеграма її героя, Германа Джозефа Мюллера, відправлена після того, як їх перші вражаючі результати по мутантів були отримані в червні 1941 року. У ній говорилось: «Ми в захваті від вашого найважливішого відкриття, що показує неозоре поле для теоретичної і практичної діяльності. Вітаю».

## Не висунення на Нобелівську премію
У 1946 році Нобелівську премію з фізіології і медицини отримав Герман Джозеф Мюллер за «відкриття появи мутацій під впливом рентгенівського випромінювання». Цілком логічним виглядало бажання Нобелівського комітету в 1962 році відзначити і першовідкривачів хімічного мутагенезу Шарлотту Ауербах та Йосипа Рапопорта. Але, як припускають, Нобелівський комітет, переляканий гострою реакцією радянської влади на присудження премії Борису Пастернаку, вирішив проявити дипломатичність і з'ясувати заздалегідь, яким буде думка про присудження премії опальному генетику Рапопорту. Йосипа Рапопорта викликали у відділ науки ЦК КПРС і запропонували подати заяву про поновлення в партії для того, щоб влада не заперечували проти присудження йому премії. (Рапопорт вступив до КПРС на фронті в 1943 році і був виключений в 1949 р. за незгоду з висновками сесії ВАСГНІЛ 1948 року). Подавати таку заяву Рапопорт відмовився. В результаті за відкриття хімічного мутагенезу премія взагалі не була присуджена, і, таким чином, залишився без нагороди не тільки радянський учений, але і його колега з Единбурга.
Шарлотта Ауербах спеціально приїжджала до Москви, аби познайомитися з радянським колегою. Вони також тепло спілкувалися на міжнародній конференції в Брно, присвяченій сторіччю Грегора Менделя у 1965 році.

## Наукові праці

### Книги
- Ауэрбах Шарлотта. Генетика в атомном веке. Атомиздат: 1959. 77 с. Тираж: 22 000; Изд. 2-е Атомиздат: 1968. 88 с.
- Ауэрбах Ш. Генетика. Атомиздат: 1966. 322 с. Тираж: 100 000; Изд. 2-е Атомиздат: 1968. 280 с. Тираж: 120 000
- Ауэрбах Ш. Наследственность. Атомиздат, 1969 Тираж: 200 000;
- Ауэрбах Ш. Проблемы мутагенеза. 1978

#### Англійською мовою:
- Auerbach C, 1961, 1964. The Science of Genetics. New York, Harper & Row.
- Auerbach C, 1965. Notes for Introductory Courses in Genetics. Edinburgh: Kallman.
- Auerbach C, 1976. Mutation Research: Problems, Results and Perspectives. London: Chapman & Hall.

### Вибрані статті
- Auerbach C, Robson J. M., 1946. Chemical Production of Mutations. Nature 157 P. 302.
- Auerbach C, Robson J. M., Carr J. G., 1947. Chemical Production of Mutations. Science 105:243-247.
- Auerbach C, 1960. Hazards of Radiation. Nature 189:169.
- Auerbach C, 1961. Chemicals and their effects. In: Symposium on Mutation and Plant Breeding, National Research Council Publication 891, 120—144. Washington DC: National Academy of Sciences.
- Auerbach C, 1962. Mutation: An introduction to research on Mutagenesis. Part I. Methods. Edinburgh: Oliver & Boyd.
- Auerbach C, 1962. The production of visible mutations in Drosophila by clorethylmethanesulfonate. Genetical Research 3:461-466.
- Auerbach C, D. S. Falconer, J. A. Isaacson 1962. Test for sex-linked lethals in irradiated mice. Genetical Research 3: 444—447.
- Auerbach C, 1963. Stages in the cell cycle and germ cell development. In: Radiation effects in Physics, Chemistry and Biology, edited by Ebert M & A Howard, 152—168. Chicago Year Book Medical.
- Auerbach C, 1966. Chemical induction of recessive lethals in Neurospora crassa. Microbial Genetics Bulletin 17:5.
- Auerbach C, 1966. Drosophila tests in pharmacology. Nature 210:104.
- Auerbach C, 1967. The chemical production of mutations. Science 158:1141-1147.
- Auerbach C, D. Ramsey, 1967. Differential effect of incubation temperature on nitrous acid-induced reversion frequencies at two loci in Neurospora. Mutation Research 4:508-510.
- Auerbach C, 1970. Remark on the 'Tables for determining statistical значення of mutation frequencies'. Mutation Research 10:256.
- Auerbach C, D. Ramsey, 1970. Analysis of a case of mutagen specificity in Neurospora crassa. II Interaction between treatments with diepoxybutane (DEB) and ultraviolet light. Molecular Genetics and General 109:1-17.
- Auerbach C, 1970. Analysis of a Case of mutagen specificity in Neurosopra crassa III. Fractionated treatment with diepoxybutane (DEB). Molecular Genetics and General 109:285-291.
- Auerbach C, B. J. Kilbey 1971. Mutation in eukaryotes. Annual Review of Genetics 5:163-218.
- Auerbach C, D. Ramsay 1971. The problem of viability estimates in tests for reverse mutations. Mutation Research 11:353-360.
- Auerbach C, 1973. Analysis of the effect of storage diepoxybutane (DEB). Mutational Research 18:129-141.
- Auerbach C, M. Moutschen-Dahmen, J. Moutschen, 1977. Genetic and cytogenetic effects of formaldehyde and related compounds. Mutation Research 39:317-362.
- Auerbach C, 1978. A pilgrim's progress through mutation research. Perspectives in Biology and Medicine 21:319-334.